# Maurice Escalona
Maurice Escalona (ur. 27 stycznia 1980) – arubański piłkarz występujący na pozycji napastnika, obecnie zawodnik SV Racing Club Aruba.

## Kariera klubowa
Escalona profesjonalną karierę piłkarską rozpoczynał w holenderskim trzecioligowcu SVV Scheveningen, gdzie spędził dwa sezony. Latem 2006 powrócił do ojczyzny, zostając zawodnikiem SV Racing Club Aruba z siedzibą w stołecznym mieście Oranjestad. W rozgrywkach 2006/2007 wywalczył z nim wicemistrzostwo Aruby, natomiast już rok później osiągnął tytuł mistrza kraju. W 2009 roku przeszedł do SV Bubali, a w późniejszym czasie reprezentował także barwy SV Britannia. W 2011 roku po raz drugi w karierze został zawodnikiem SV Racing Club Aruba.

## Kariera reprezentacyjna
W seniorskiej reprezentacji Aruby Escalona zadebiutował 28 lutego 2004 w spotkaniu z Surinamem, wchodzącym w skład eliminacji do Mistrzostw Świata 2006. W tym samym meczu zdobył także premierowego gola w kadrze narodowej, w końcówce ustalając wynik na 1:2. Miesiąc później, w rewanżu z tym samym przeciwnikiem, także wpisał się na listę strzelców, a konfrontacja zakończyła się porażką Aruby 1:8, która nie zakwalifikowała się na mundial.
Escalona wziął także udział w dwóch spotkaniach w ramach nieudanych dla jego reprezentacji kwalifikacji do Mistrzostw Świata 2010, jak również w eliminacji do Mistrzostw Świata 2014, gdzie strzelił bramkę w wygranej 4:2 konfrontacji z Saint Lucia.